# Resultados do Carnaval de Porto Alegre em 2008
Resultados do Carnaval de Porto Alegre em 2008. A vencedora do grupo especial foi a escola Império da Zona Norte que apresentou o enredo, Da África à Zona Norte, sim senhor... essa é a história do samba. A escola voltou a ser campeã de Porto Alegre após 26 anos.

## Grupo Especial
| Colocação | Escola                        | Pontos | Nota      | Ref.  |
| --------- | ----------------------------- | ------ | --------- | ----- |
| 1º        | Império da Zona Norte         | 239,2  |           | [ 1 ] |
| 2º        | Imperatriz Dona Leopoldina    | 238,9  |           | [ 1 ] |
| 3º        | Bambas da Orgia               | 237,4  |           | [ 1 ] |
| 4º        | União da Vila do IAPI         | 237,2  |           | [ 1 ] |
| 5º        | Academia de Samba Praiana     | 235,9  |           | [ 1 ] |
| 6º        | Acadêmicos de Gravataí        | 235,8  |           | [ 1 ] |
| 7º        | Unidos de Vila Isabel         | 235,5  |           | [ 1 ] |
| 8º        | Protegidos da Princesa Isabel | 234,4  |           | [ 1 ] |
| 9º        | Acadêmicos de Niterói         | 232,2  |           | [ 1 ] |
| 10º       | Estado Maior da Restinga      | 231,4  |           | [ 1 ] |
| 11º       | Embaixadores do Ritmo         | 231,2  |           | [ 1 ] |
| 12º       | Acadêmicos da Orgia           | 228,6  |           | [ 1 ] |
| 13º       | Imperadores do Samba          | 226,7  |           | [ 1 ] |
| 14º       | Academia Samba Puro           | 223,2  | Rebaixada | [ 1 ] |
| 15º       | Império do Sol                | 205,3  | Rebaixada | [ 1 ] |

## Grupo de acesso
| Colocação | Escola                  | Pontos | Nota                             | Ref.        |
| --------- | ----------------------- | ------ | -------------------------------- | ----------- |
| 1º        | Unidos do Capão         | 159,9  | Promovida                        | [ 2 ] [ 3 ] |
| 2º        | Realeza                 | 156,4  |                                  | [ 2 ] [ 3 ] |
| 3º        | Fidalgos e Aristocratas | 155,3  |                                  | [ 2 ] [ 3 ] |
| 4º        | Imperatriz Leopoldense  | 154,3  |                                  | [ 2 ] [ 3 ] |
| 5º        | Filhos da Candinha      | 148,2  |                                  | [ 2 ] [ 3 ] |
| 6º        | Unidos da Vila Mapa     | 147,2  |                                  | [ 2 ] [ 3 ] |
| 7º        | União da Tinga          | 147    | Fora dos desfiles por dois anos. | [ 2 ] [ 3 ] |

## Tribos
| Colocação | Tribo        | Pontos | Ref.  |
| --------- | ------------ | ------ | ----- |
| 1º        | Os Comanches | 223,4  | [ 2 ] |
| 2º        | Guaianazes   | 222,1  | [ 2 ] |